# Oleg Kosiak
Oleg Kosiak (ukrainska: Олег Юрійович Косяк), född den 26 november 1975, är en ukrainsk gymnast.
Han tog OS-brons i lagmångkampen i samband med de olympiska gymnastiktävlingarna 1996 i Atlanta.